# No Protection
No Protection ist das zweite Studioalbum von Starship, vormals Jefferson Starship. Es erschien am 27. Juli 1987 bei Grunt Records/RCA Records.

## Produktion
Das Album wurde von 1986 bis 1987 in den Studios Washington Monument (San Rafael, Kalifornien), Lighthouse, Goodnight L.A., Soundcastle Recording (Los Angeles), Fantasy (Berkeley, Kalifornien) sowie Manzanita (Arrington, Tennessee) aufgenommen. Produzenten waren Keith Olsen, Narada Michael Walden und Peter Wolf. AllMusic beschrieb No Protection als eine Art „Techno Rock“.

## Titelliste
| Nr. | Titel                          | Autor(en)                                      | Produzent(en)         | Dauer |
| --- | ------------------------------ | ---------------------------------------------- | --------------------- | ----- |
| 1.  | Beat Patrol                    | Johnny Warman                                  | Peter Wolf            | 4:25  |
| 2.  | Nothing’s Gonna Stop Us Now    | Diane Warren, Albert Hammond                   | Narada Michael Walden | 4:29  |
| 3.  | It’s Not Over (’Til It’s Over) | Robbie Nevil, John Van Tongeren, Phil Galdston | Keith Olsen           | 4:18  |
| 4.  | Girls Like You                 | Craig Chaquico, Steve Diamond, Mickey Thomas   | P. Wolf               | 4:15  |
| 5.  | Wings of a Lie                 | P. Wolf, Ina Wolf                              | P. Wolf               | 4:57  |
| 6.  | The Children                   | Martin Page, Clif Magness                      | P. Wolf               | 5:40  |
| 7.  | I Don’t Know Why               | Grace Slick, Jeff Pennig, Michael Luna         | P. Wolf               | 4:15  |
| 8.  | Transatlantic                  | Anton Fig, Galdston                            | Olsen                 | 4:05  |
| 9.  | Say When                       | David Roberts                                  | Olsen                 | 4:10  |
| 10. | Babylon                        | Slick, Tommy Funderburk, Larry Williams        | Olsen                 | 4:30  |
| 11. | Set the Night to Music         | Warren                                         | P. Wolf               | 4:40  |

## Rezension
Joe Viglione schrieb bei AllMusic: „No Protection was the high point for Starship; stripped of the essence of a rock & roll band, it works as a child of Kraftwerk, combining computers and rock music, turning a genius guitarist like Chaquico into a by-product. But one cannot deny that No Protection is brilliant in its embrace of sounds from the cold depths of outer space, a creature Paul Kantner never imagined his ‚Jefferson Starship‘ would find.“ („No Protection war der Höhepunkt für Starship; der Essenz einer Rock’n’Roll-Band verlustig gegangen, funktioniert es als ein Kind von Kraftwerk, Computer mit Rockmusik kombinierend, einen genialen Gitarristen wie Chaquico in ein Nebenprodukt verwandelnd. Aber man kann nicht leugnen, dass No Protection brillant in seiner Umarmung von Klängen aus den kalten Tiefen des Weltraums ist, einer Kreatur, bei der sich Paul Kantner niemals vorgestellt hätte, dass ‚Jefferson Starship‘ ihr begegnen würde.“)

## Chartplatzierungen
Das Album erreichte die Charts in mehreren Ländern, darunter Platz 20 in Deutschland. Es erreichte Goldstatus in den USA und Kanada.